# Białobłoty (województwo kujawsko-pomorskie)
Białobłoty – wieś w Polsce położona w województwie kujawsko-pomorskim, w powiecie grudziądzkim, w gminie Świecie nad Osą.

## Podział administracyjny
W latach 1975–1998 miejscowość administracyjnie należała do województwa toruńskiego.

## Demografia
Według Narodowego Spisu Powszechnego (III 2011 r.) wieś liczyła 147 mieszkańców. Jest najmniejszą miejscowością gminy Świecie nad Osą.